# Salix paraflabellaris
Salix paraflabellaris là một loài thực vật có hoa trong họ Liễu. Loài này được S.D. Zhao miêu tả khoa học đầu tiên năm 1980.